# 34277 Davidxingwu
34277 Davidxingwu este o planetă minoră (asteroid), cu un diametru de 3,378 km, din centura de asteroizi. A fost descoperită pe 31 august 2000 la Experimental Test Site⁠(d) de Lincoln Near-Earth Asteroid Research. 
Obiectul prezintă o orbită caracterizată de o semiaxă mare de 2,9395347 UAi, o excentricitate de 0,01, o înclinație de 2,58466 ° în raport cu ecliptica.